# Aquila Basket Trento
O Aquila Basket Trento, também conhecido como Dolomiti Energia Trento por motivos de patrocinadores, é um clube profissional situado na cidade de Trento, Trentino-Alto Ádige, Itália que atualmente disputa a Liga Italiana. Foi fundado em 1995 e manda seus jogos na PalaTrento com capacidade para 4360 espectadores.

## Temporada por Temporada
| Temporada | Competições Domésticas | Competições Domésticas | Competições Domésticas | Competições Domésticas | Copa  | Copa              | Competições Europeias | Competições Europeias | Competições Europeias |
| Temporada | Tier                   | League                 | Pos.                   | Postseason             | Nível | Resultado         | Nível                 | Ligas                 | Resultados            |
| --------- | ---------------------- | ---------------------- | ---------------------- | ---------------------- | ----- | ----------------- | --------------------- | --------------------- | --------------------- |
| 2011–12   | 3                      | DNA                    | 2                      | Campeões               | 3     | Semifinalista     | –                     |                       |                       |
| 2012–13   | 2                      | Lega Due               | 8                      | Semifinalista          | 2     | Campeão           | –                     |                       |                       |
| 2013–14   | 2                      | DNA Gold               | 1                      | Campeões               | 2     | Finalista         | –                     |                       |                       |
| 2014–15   | 1                      | Serie A                | 4                      | Quartas de Finais      | 1     | Quartas de Finais | –                     |                       |                       |
| 2015–16   | 1                      | Serie A                | 8                      | Quartas de Finais      | 1     |                   | 2                     | 2 Eurocup             | SF                    |
| 2016-17   | 1                      | Serie A                | 4                      | Finalista              | 1     |                   | 2                     | 2 Eurocup             |                       |
| 2017-18   | 1                      | Serie A                |                        |                        | 1     |                   | 2                     | 2 Eurocup             |                       |
| 2018-19   | 1                      | Serie A                | 6                      |                        | -     | -                 | 2                     | Eurocopa              | TR                    |
| 2019-20   | 1                      | Serie A                |                        |                        |       |                   | 2                     | Eurocopa              |                       |
| 2020-21   | 1                      | Serie A                | 8                      | Quartas de Finais      |       |                   | 2                     | Eurocopa              | TR                    |
| 2021-22   | 1                      | Serie A                | 13                     |                        | 1     | Quartas de Finais | 2                     | Eurocopa              | TR                    |
| 2022-23   | 1                      | Serie A                | 6                      | Quartas de Finais      | 1     | Quartas de Finais | 2                     | Eurocopa              | TR                    |